# Lanjuk
Lanjuk is een bestuurslaag in het regentschap Sumenep van de provincie Oost-Java, Indonesië. Lanjuk telt 2332 inwoners (volkstelling 2010).